# Eterno (álbum de Luis Fonsi)
| Críticas profissionais | Críticas profissionais |
| Avaliações da crítica  | Avaliações da crítica  |
| Fonte                  | Avaliação              |
| ---------------------- | ---------------------- |
| AllMusic               | 5 de 5 estrelas.       |

Eterno é o segundo álbum de estúdio do cantor porto-riquenho Luis Fonsi, lançado em 20 de junho de 2000 pela gravadora Universal Music Latino.

## Lista de faixas
| N.º            | Título                                                                  | Compositor(es)                | Duração |  |
| 1.             | "Imagíname Sin Ti"                                                      | Rudy Pérez                    | 4:08    |  |
| 2.             | "Déjame o Dame Amor"                                                    | Veit Renn Jolyon Skinner      | 3:13    |  |
| 3.             | "Eterno"                                                                | Rudy Pérez                    | 4:14    |  |
| 4.             | "Te Vuelvo a Encontrar"                                                 | José Miguel Velásquez         | 3:54    |  |
| 5.             | "Dentro de mi Corazón"                                                  | Alan García Armando Manzanero | 4:22    |  |
| 6.             | "Dime Si Tú" (How About You)                                            | Rudy Pérez                    | 4:27    |  |
| 7.             | "No te Cambio por Ninguna"                                              | Franco De Vita                | 3:39    |  |
| 8.             | "Cuanto Quisiera"                                                       |                               | 4:29    |  |
| 9.             | "Díme Como Vuelvo a Tener Tu Corazón" (Show Me the Way Back to Your...) | Diane Warren                  | 3:50    |  |
| 10.            | "Mi Sueño"                                                              | Luis Fonsi                    | 4:16    |  |
| 11.            | "Love Me or Let Me Go"                                                  | Veit Renn Joylon Skinner      | 3:13    |  |
| 12.            | "Imagine Me Without You"                                                | Mark Portmann Rudy Pérez      | 4:08    |  |
| 13.            | "Sería Fácil"                                                           | Rudy Pérez                    | 3:49    |  |
| Duração total: | Duração total:                                                          | Duração total:                | 51:40   |  |

© MM. Universal Music Latino.

## Singles
| #  | Título                     | EUA | LATIN POP |
| -- | -------------------------- | --- | --------- |
| 1. | "No te Cambio por Ninguna" | #28 | –         |
| 2. | "Imagíname Sin Ti"         | #1  | –         |
| 3. | "Mi Sueño"                 | #27 | –         |
| 4. | "Eterno"                   | –   | #34       |

## Charts
| Chart (2000)               | Posição |
| -------------------------- | ------- |
| Billboard Latin Pop Albums | 2       |
| Billboard Top Latin Albums | 6       |

## Vendas e certificações
| Região                                         | Certificação | Vendas   |
| ---------------------------------------------- | ------------ | -------- |
| Estados Unidos (RIAA)                          | Platina      | 200,000^ |
| ^distribuições baseadas apenas na certificação |              |          |